# Syzygium stipitatum
Syzygium stipitatum är en myrtenväxtart som beskrevs av Peter Shaw Ashton. Syzygium stipitatum ingår i släktet Syzygium och familjen myrtenväxter. Inga underarter finns listade i Catalogue of Life.